# 3234고지 전투
3234고지 전투(러시아어: Бой у высоты 3234, 영어: Battle for Hill 3234)는 소련-아프가니스탄 전쟁 와중인 1988년 1월 파키스탄-아프간 국경 근처에서 벌어진 고지전이다. 소련 공수군의 제345독립친위공수연대가 소수의 병력으로 200여명 이상의 아프가니스탄 무자히딘들에 맞서 싸워 고지 사수에 성공했다. 전투에 참가한 공수부대원들은 모두 적기훈장과 적성훈장을 수훈받았으며, 작전 중 사망한 뱌체슬라프 알렉산드로프 중사, 안드레이 멜린코프 이병에게는 소련 영웅 금성훈장이 서훈되었다.
2005년 《제9중대》라는 제목으로 영화화되었다.